# Jan Měšťák
Jan Měšťák (* 26. srpna 1944 Praha) je český lékař specializující se v oboru plastická chirurgie, vysokoškolský pedagog, emeritní přednosta Kliniky plastické chirurgie 1. lékařské fakulty Univerzity Karlovy a Fakultní nemocnice Bulovka v Praze a její zakladatel.
Působí také jako vedoucí Subkatedry plastické chirurgie Institutu postgraduálního vzdělávání ve zdravotnictví, vedoucí Centra komplexní chirurgické péče o ženy s onemocněním prsu Fakultní nemocnice Bulovka a jako vedoucí lékař soukromé kliniky Esthé v Praze.

## Profesní kariéra
Jan Měšťák je absolventem Lékařské fakulty UK v Praze. Získal atestaci ze všeobecné chirurgie a poté pracoval více než 20 let na Klinice plastické chirurgie 3. lékařské fakulty Univerzity Karlovy v Praze, kde po atestaci z plastické chirurgie také habilitoval. Ve své vědeckovýzkumné činnosti se zaměřil především na problematiku obličejových rozštěpů. Jako autor či spoluautor se podílel na více než 100 odborných pracích. S jeho přispěním vzniklo několik monografií v oboru plastické chirurgie a estetické chirurgie a spolupodílel se na učebních textech pro posluchače lékařských fakult a na několika výzkumných úkolech Ministerstva zdravotnictví České republiky. Řadu let působil ve funkci tajemníka Hlavní problémové komise plastické chirurgie Ministerstva zdravotnictví České republiky pro vědu a výzkum.

## Členství
Kromě členství ve Společnosti plastické chirurgie a Společnosti estetické chirurgie J.E.Purkyně je také členem mezinárodních společností plastické chirurgie IPRAS, ESPRAS, EBOPRAS.

## Odborné pozice
- Člen Vědecké rady České lékařské komory
- Člen Oborové komise Vědecké rady Ministerstva zdravotnictví České republiky
- Předseda Akreditační komise pro plastickou chirurgii Ministerstva zdravotnictví České republiky
- Člen zkušební komise pro atestační zkoušky v oboru plastická chirurgie při Ministerstvu zdravotnictví České republiky
- Člen výboru Společnosti plastické chirurgie J.E.Purkyně
- Místopředseda Společnosti estetické chirurgie J.E.Purkyně

## Publikační činnost
- Estetická chirurgie a ostatní výkony estetické medicíny. Praha: Agentura Lucie. 2010 (a kolektiv)
- Nos očima plastického chirurga. Praha: Grada. 2008
- Prsa očima plastického chirurga. Praha: Grada. 2007
- Rekonstrukce prsu po mastektomii. Praha: Grada. 2006 (spoluautor Luboš Dražan)
- Úvod do plastické chirurgie. Praha: Karolinum. 2005 (a kolektiv)

## Ocenění
- Čestná medaile České lékařské společnosti J.E.Purkyně za dlouhodobý přínos v oboru plastické chirurgie
- Pamětní medaile za zásluhy o rozvoj plastické chirurgie na Slovensku
- Certifikát 1.lékařské fakulty Univerzity Karlovy za dlouhodobou pedagogickou činnost na půdě Univerzity